# القبیصی
ابو صغر عبدالعزیز بن عثمان بن علی القبیسی (به لاتین Alchabitius یا Alcabitius)، (درگذشتهٔ ۹۶۷ میلادی) ریاضی‌دان، ستاره‌شناس، طالع‌بین به سبک ریاضی‌دانان اسکندرانی و فرقهٔ هرمس تریسمجیستوس، اهل عراق بود که به حلب رفته در دربار سیف الدوله حمدانی خدمت می‌کرد.

## آثار
۱- القبیسی به خاطر رساله اش در طالع بینی نجومی بنام مقدمه ای بر فن قضاوت ستارگان، شهرت دارد که به امیر حلب، سیف الدوله حمدانی ، تقدیم کرد و بیست و پنج نسخه خطی عربی، و بیش از دویست نسخه خطی از ترجمه لاتین آن، و دوازده نسخه چاپی لاتینی از آن باقی مانده است.   متن عربی حداقل سه نوع ترجمه لاتین داشته که هر یک تفسیرهای مختلفی را دارند و  به بسیاری از زبان های اروپایی ترجمه شده بود.
۲-القبیسی همچنین کتابی در حساب به نام «رساله فی انواء العدد» نوشت که در آن اعداد کامل اقلیدس و قضیه ثابت بن قره درباره اعداد متحابه را مورد بحث قرار داده است.
۳-رساله فی الابعاد و الاجرام (رساله فواصل و اجسام).
۴-کتاب فی ثبوت صنعات احکام النجوم (در تأیید فن طالع بینی)؛
۵-حل الزیجات (حل جداول نجومی);
۶-رساله فی امتحان المنجمین (رساله ای برای امتحان منجمین)
۷-شکوک المجسطی (شبهات در کتاب المجست)